# Asplenium platybasis
Asplenium platybasis är en svartbräkenväxtart som beskrevs av Kze. Asplenium platybasis ingår i släktet Asplenium och familjen Aspleniaceae. Utöver nominatformen finns också underarten A. p. subnudum.